# Signaal (ethologie)
Een signaal is in de ethologie (gedragsbiologie) een opvallende geur, kleur, vorm, geluid of gebaar die voor soortgenoten informatie bevat. Bij een signaalhandeling toont een dier zijn specifieke signalen welke anders verborgen zouden blijven. Ze komen voor tijdens de balts, de interactie tussen ouders en jongen, tijdens (concurrentie)gevechten en tussen de leden van een sociale groep.
De etholoog Frans de Waal is beroemd geworden door zijn levenslange onderzoek aan de ethologie van primaten, waarbij hij signaalsystemen blootlegde met een subtiliteit en complexiteit die voordien niet voor mogelijk was gehouden.

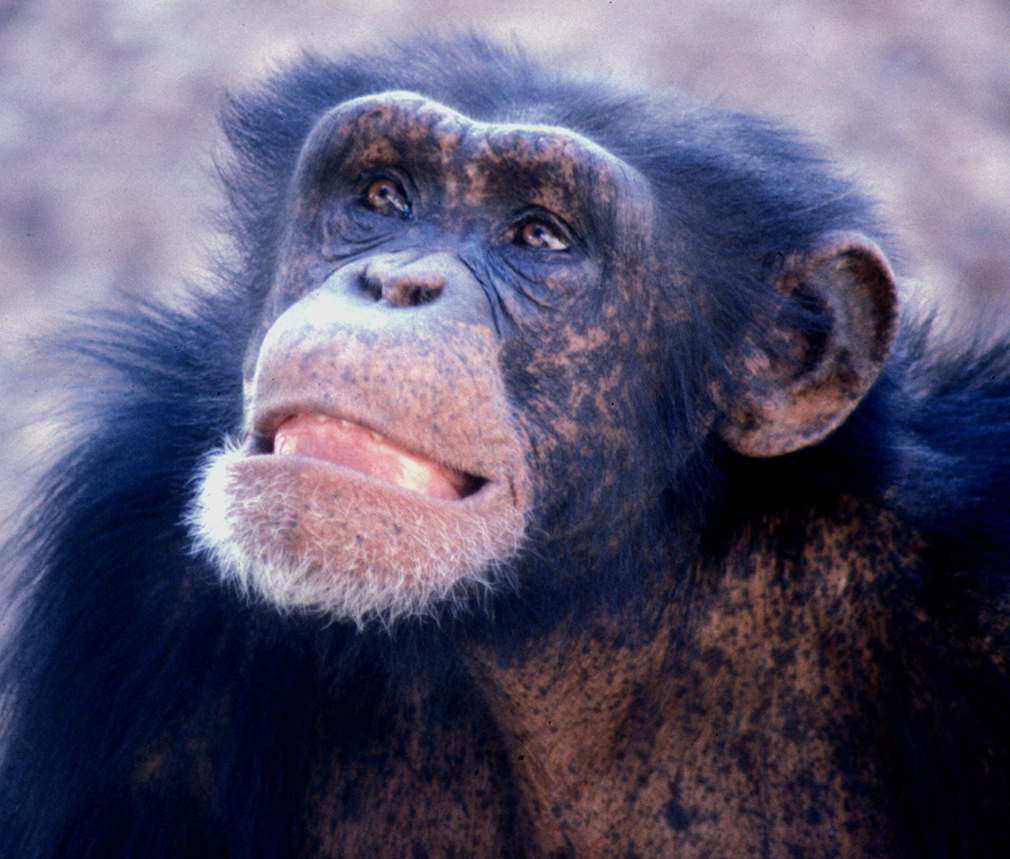
Signaal: een typerende angstgrijns bij een jonge chimpansee. Deze wordt voornamelijk getoond bij sociale interacties

## Voorbeelden

### Machtsvertoon bij chimpansee
Bekend is het imponeergedrag van chimpanseemannen, vooral de alfa's, waarbij takken van bomen gerukt kunnen worden en allerlei voorwerpen gebruikt worden om lawaai te maken. Dit gedeeltelijk rituele gedrag wordt soms meermalen per week of zelfs per dag herhaald en heeft niet altijd een concrete aanleiding. De frequentie hangt bij de alfa af van zijn karakter en van zijn sociale positie in de groep. Een voorbeeld van veel sterker geritualiseerd gedrag is het overstappen. Hierbij is wel altijd een concrete aanleiding: de uitkomst van een conflict, niet noodzakelijkerwijs een gevecht, wordt duidelijk. De alfaman stapt hierbij met zijn achterpoot over zijn ineengedoken opponent heen. Dit overstappen is iets dat vrijwel alleen de alfaman doet; wanneer een volwassen man in het zicht van de alfa overstapt bij een groepsgenoot, geldt dit als een aanval op de positie van de alfa.

### Verzoening bij chimpansee en bonobo
Kort na het beëindigen of opschorten van conflict volgt gewoonlijk een verzoening die allerlei vormen kan aannemen, bijvoorbeeld vlooigedrag (het verzorgen van elkaars vacht), de typerende chimpanseezoenen op elkaars wijd geopende bek of het aanbieden van voedsel. Dit komt tussen groepsgenoten van alle rangen en leeftijden voor. Mannen zijn onderling het meest verzoeningsgezind, vrouwen onderling het minst. Verzoening tussen geslachten zit daar tussenin. Dit geldt voor beide soorten. De nauw verwante bonobo's staan daarnaast bekend om hun verzoeningen met deels geritualiseerd seksueel gedrag.